# Borka
Borka är en by i Enångers socken i Hudiksvalls kommun, Gävleborgs län. Borka räknades år 2005 som småort av SCB. Även år 1990 räknades byn som småort, då med namnet Borka + Ö del av Holmen.